# Clau de got

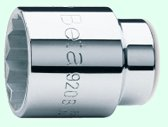
Clau de got poligonal amb doble hexàgon amb connector quadrat de 1/2 polzada

Una clau de got (anglès: socket wrench) és una eina per a collar i descollar cargols i femelles. Tenen l'avantatge que tot el joc de claus (totes les mides) caben dins d'un estoig ocupant molt poc espai. De vegades aquestes claus s'utilitzen amb un mànec equipat amb clau de carraca, que té un cadell que permet collar i descollar amb gran rapidesa sense treure la clau del cargol, amb accessoris que permeten fer-ho des de qualsevol costat i qualsevol angle.
Segons el propòsit, hi ha diversos tipus de claus de got: clau amb mànec transversal, clau per afinar instruments musicals. Sovint les claus de got estan equipades amb un mecanisme de trinquet. Les claus de got universals tenen un mànec amb un arbre de secció quadrada, sobre el qual es posen les diferents claus de got quan es volen intercanviar.

## Història

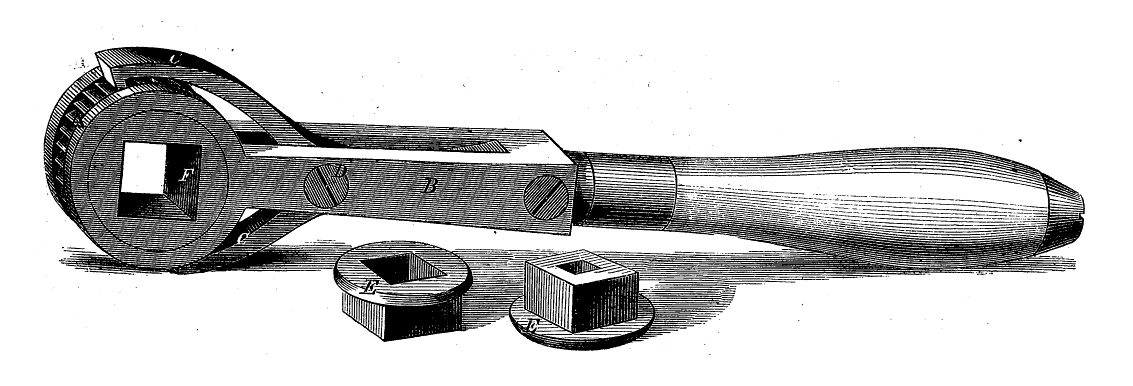
La primera clau de got amb mecanisme de trinquet dissenyada per JJ Richardson, 1863.

Les claus de got tenen una llarga història. Els seus primers exemplars s'utilitzen des de l'edat mitjana per donar corda als rellotges. La forma dels caps i dels got s solia ser quadrada, els caps hexagonals es van començar a emprar a partir del segle xx.
La clau de got amb cadell i gots intercanviables va ser inventada per l'americà J. J. Richardson (JJ Richardson) de Woodstock, Vermont. L'instrument va rebre el patent número 38 914 a l'oficina de patents de la revista Scientific American el 16 de juny de 1863, i la seva primera imatge es va publicar a la p. 248 al número del 16 d'abril de 1864pàg.

## Descripció

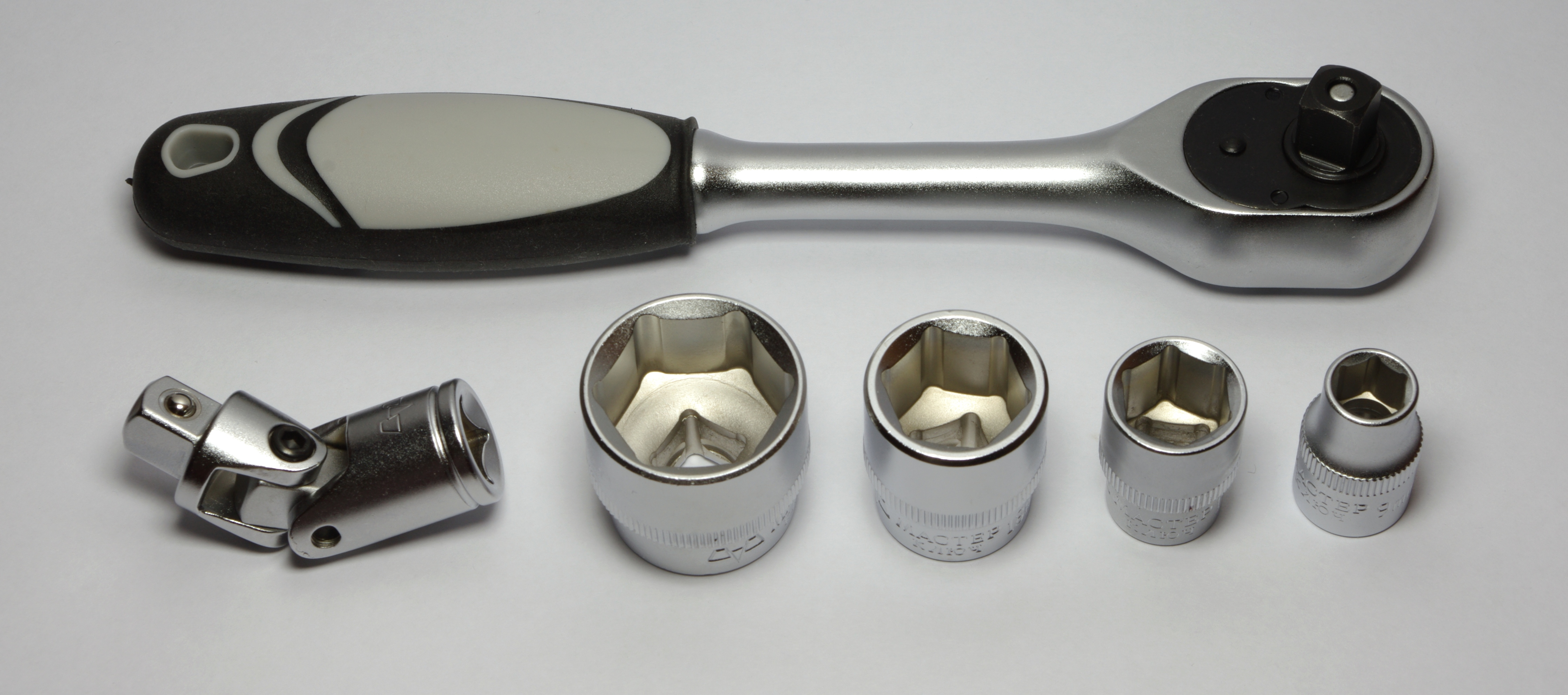
Conjunt de 4 claus de got amb la carraca i un adaptador per a moviment universal

La clau de got té un costat encastat de perfil poligonal hexagonal on allotja l'objecte a girar, l'altre té un acoblament quadrat femella (generalment 1 polzada, ¾ ", ½", ⅜ ", ¼") per allotjar l'arbre quadrat de l'eina adequada que s'utilitzarà per fer-la girar. El parell de gir es pot exercir com a resultat de les forces aplicades a les vores o a les cares de les femelles i cargols en funció de la geometria del perfil. És preferible exercir força sobre les cares en lloc de sobre les vores per poder transmetre un parell més gran i preservar-les del desgast prematur, el contacte configurat d'aquesta forma s'anomena contacte complet. La forma poligonal permet fer insercions més fàcils i de vegades en angle. Hi ha models de clau de got quadrat o bé octogonal per a femelles quadrades.

## Ús

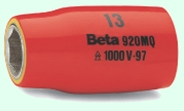
Clau de got de 13 mm amb per a arbre de 1/2 polzada

Les claus de got s'utilitzen àmpliament en mecànica. Algunes estan recobertes de material aïllant per al seu ús en el sector elèctric. Es denominen mètriques o whitworth segons si les seves mesures s'expressen en unitats mètriques (normalment mil·límetres) o imperials (normalment polzades). Es munten tant sobre mànecs amb cadell i claus dinamomètriques com sobre eines alimentades per aire comprimit, així com sobre claus en T, amb extensors i juntes universals per utilitzar-les en posicions incòmodes o en llocs reduïts. Diversos adaptadors quadrats permeten utilitzar-les amb eines d'altres mides i estàndards.

## Tipus de got

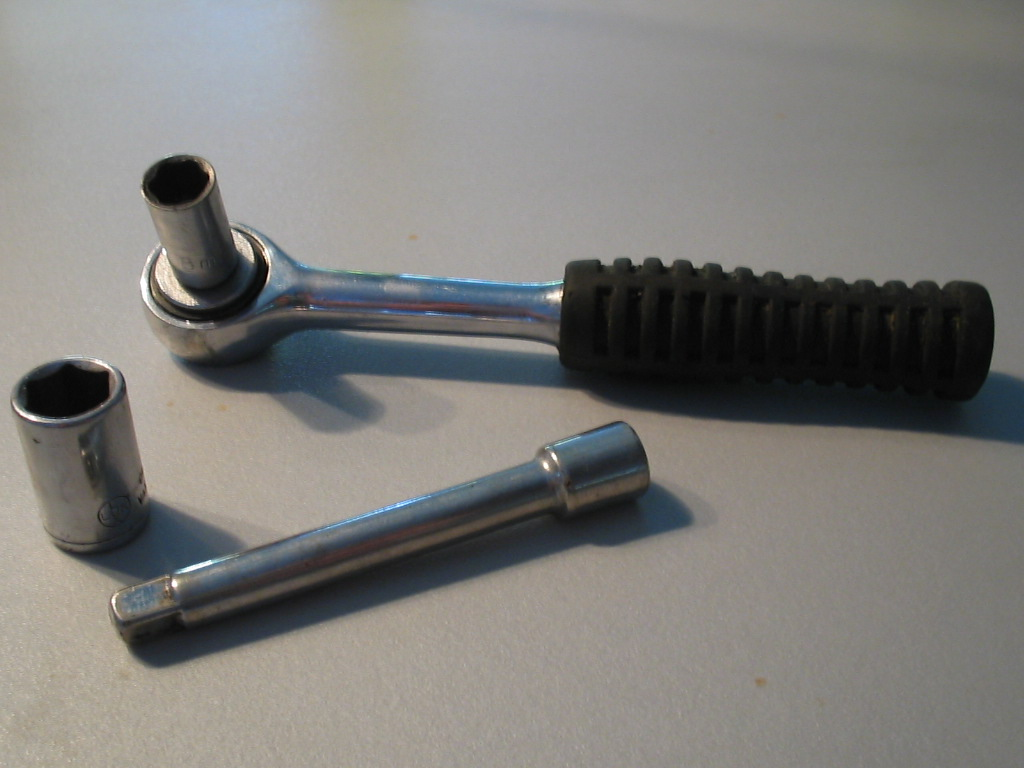
Clau de got amb carraca

Hi ha un tipus de clau de got que permet substituir clau de creu per al serratge de les rodes d'automòbil. Hi ha dos tipus principals de got s estàndard. Es fa referència als got s pel seu nombre de "punts" per a les interseccions punxegudes dels seus costats interiors multicara. Entre altres tipus hi ha :
- 6 puntes, hexagonal, per femelles hexagonals.
- 12 puntes (24 cares) amb cares estriades per fer contacte fora de la cantonada, i reduir la possibilitat que s'escapi per usar amb femelles hexagonals que encaixen a una estria si i una no.

## Clau de carraca
La clau de carraca és una eina que s'utilitza per fer girar la clau de got per a estrènyer o afluixar caragols i femelles.
El mecanisme té dues posicions, una per a estrènyer i l'altra per afluixar, cosa que estalvia haver de treure i col·locar la clau cada vegada que es vol fer girar en qualsevol dels dos sentits.